# Cvetovac
Cvetovac (cyr. Цветовац) – wieś w Serbii, w mieście Belgrad, w gminie miejskiej Lazarevac. W 2011 roku liczyła 139 mieszkańców.